# Công tước xứ Richmond
Công tước xứ Richmond (tiếng Anh: Duke of Richmond) là một tước vị thuộc Đẳng cấp quý tộc Anh, đã được tạo ra 4 lần trong suốt lịch sử của Vương quốc Anh. Nó đã được trao cho các thành viên của các Hoàng tộc Tudor và Stuart.
Danh hiệu Công tước Richmond hiện tại được thành lập vào năm 1675 cho Charles Lennox, con trai ngoài giá thú của Vua Charles II và một trong những tình nhân của ông, nữ quý tộc Breton Louise Renée de Penancoët de Kérouaille; Charles Lennox cũng được phong làm Công tước xứ Lennox một tháng sau đó. Ngoài các tước vị Công tước Richmond và Lennox, ông còn được phong Công tước xứ Gordon thuộc Đẳng cấp quý tộc Vương quốc Liên hiệp Anh vào năm 1876, có nghĩa là Charles Lenox nắm giữ 4 danh hiệu Công tước. Vì ngoài 3 tước vị ở trên thì ông còn được tuyên bố chủ quyền với Công quốc Aubigny-sur-Nère của Vương quốc Pháp.